# Andrea Bordalejo
Andrea Viviana Bordalejo (13 de junio de 1977) es una ex-atleta argentina especialista en las disciplinas de decatlón y heptatlón.
Recibió la medalla de plata en heptatlón en el Campeonato Sudamericano de Atletismo realizado en Cali, Colombia, el año 2005, mientras que en la versión de 2006 realizada en Tunja, ganó la medalla de bronce en la misma disciplina.
El 28 de noviembre de 2004, y con un total de 6570 puntos en Rosario, marcó la actual plusmarca sudamericana en decatlón.